# مسجد خداداد
مسجد خداداد مربوط به دوره زندیه است و در شهر بندر لنگه، محله مساح واقع شده و این اثر در تاریخ ۱۷ اردیبهشت ۱۳۵۴ با شمارهٔ ثبت ۱۰۶۵ به‌عنوان یکی از آثار ملی ایران به ثبت رسیده است.